# Гьолю
„Гьолю“ (на турски: Göllü) е квартал в район „Бейкоз“ в Истанбул, Турция. Намира се в анадолската част на града.
Носи името на едноименния поток, който преминава през средата на квартала.